# Anyós
Anyós è un villaggio di Andorra, nella parrocchia di La Massana, sulla sinistra della ribera d'Ordino con 945 abitanti (dato 2021) . 

## Geografia
È posizionato a 1.307 metri sul livello del mare nella parte sudorientale del territorio comunale di La Massana. 
Al confinante centro abitato di Encamp si arriva percorrendo la strada secondaria CS-310 che attraversa il valico del Colle di Beixalís, incluso sia nel 2016 sia nel 2021 in tappe del Tour de France.

## Monumenti e attrazioni
La chiesetta di San Cristoforo, a monte del piccolo centro abitato, è un edificio romanico, molto trasformato ed ampliato. 
Al suo interno si trovano ancora diversi affreschi tra cui una Santa Cena, nell'abside, pittura franco-gotica datata la fine del XVI secolo, come molti altri ornamenti. Fu in quest'epoca infatti che la chiesa fu ampliata e ridecorata. 
La chiesa si trova sopra l'altura che domina la valle della Valira del Nord.
La festa major si celebra il giorno di San Cristoforo.